# 千葉勝五郎
千葉 勝五郎（ちば かつごろう、1833年〈天保4年〉 - 1903年〈明治36年〉4月13日）は、日本の実業家、東京の金貸し。信濃の古着行商より起こって東都屈指の金満家となった。また歌舞伎座開設に関わったことで知られる。通称千葉勝。

## 人物
信濃国伊那郡中沢村（現・長野県駒ヶ根市）生まれ。古着の行商を行う。15歳の頃に江戸へ出て浅草の金貸し千葉常五郎のもとで働き、後に養子になった。新富座、市村座などの経営にも関わり、1889年（明治22年）の歌舞伎座開場に際してはその金主となり、福地源一郎と共に経営者（相座主）となった。翌年、福地の借金により興行収入が差し押さえられるというトラブルが起こり、千葉が単独で座主となった。興行の相談役を田村成義が務めた。
興行には不入りもあったため、千葉は経営から手を引くことになり、1896年（明治29年）、歌舞伎座株式会社が設立された（同郷の皆川四郎が社長に就任）。住所は東京市京橋区五郎兵衛町（現・東京都中央区八重洲）。

## 家族・親族
千葉家
- 婿養子・仁之助（1868年 - ?、渋沢喜作の二男）[5]
- 孫・亀之助（1896年 - ?、資産家[6]、金融業[7]）